# Willem Adriaan Bergsma
Willem Adriaan Bergsma (Idaard, 28 september 1829 - Dronrijp, 15 maart 1901) was een Nederlands politicus.

## Leven en werk
Bergsma was een Fries die lange tijd actief was in de Haagse politiek. Na de advocatuur en het burgemeesterschap van een plattelandsgemeente werd hij afgevaardigde voor het district Dokkum. Hij kwam daar vooral op voor de Friese belangen en maakte deel uit van de enquêtecommissie besmettelijke longziekte. Hij sloot zich aan bij de factie der Kappeynianen (jong- of voortuitstrevend liberalen). In 1884 werd hij vervangen door een gematigde liberaal. In 1894 werd hij Eerste Kamerlid en hij bleef dat tot zijn dood in 1901.
- Biografisch Portaal: 39910771
- Digitale Bibliotheek voor de Nederlandse Letteren: berg215
- International Standard Name Identifier: 0000 0003 8747 9319
- Nederlandse Thesaurus van Auteursnamen: 074041134
- Parlement.com: vg09lkxzvlxz
- Virtual International Authority File: 280433934
- WorldCat: E39PBJkHjcCxVPYvrj9KTVxv73